# 劉廷琛
劉廷琛（1867年—1932年6月），字幼雲，號潛樓，江西德化（今屬九江）人。清末民初政治人物，张勋复辟的主要推手之一。

## 生平
光绪十九年（1893年）中举。光緒二十年（1894年）中進士。同年五月，改翰林院庶吉士。光緒二十一年四月，散館，授翰林院編修，光绪二十三年（1897年），简放山西学政。光緒二十六年（1900年），八国联军攻入北京，刘廷琛随慈禧太后、光绪帝逃到西安，不久乞假归省，在庐山山麓筑“介石山房”，于山房内闭门读书。光緒二十八年（1902年），任国史馆协修、功臣馆纂修。光绪三十年（1904年），充会试同考官。光绪三十二年（1906年），任陕西提学使。光绪三十三年（1907年），授学部右参议。光绪三十四年（1908年），改授京师大学堂总监督、学部副大臣。宣统元年（1909年）设经筵，刘廷琛随班进讲。
中华民國成立後，劉廷琛寓居青岛。1917年前后，他往來於徐州、南京，曾與張勳密謀復辟。张勋复辟短暂成功后，被任命为议政大臣。复辟失败，劉廷琛隐居青岛。满洲国成立后，郑孝胥曾派人迎刘廷琛前往，被刘廷琛拒绝。
民国二十一年（1932年）6月，劉廷琛在青岛病逝。

## 著作
- 劉廷琛：《大學堂總監劉廷琛奏刑律不合禮教條文請嚴飭刪盡摺》
- 《潜楼文集》[1]

## 家庭
- 父：刘矞祺，江浙盐运使。[1]